# Joint (utwór)
Joint – powieść autorstwa polskiego pisarza i nauczyciela Janusza Paliwody, traktująca o realiach polskiego nauczania, a także uzależnieniach, seksie, przemocy i patologiach w środowisku uczniowskim. Książka napisana jest językiem barwnym, obfitującym w metafory i porównania, ale jednocześnie wulgarnym i obscenicznym. Ukazała się w ramach serii Plejada, nakładem wydawnictwa Dolnośląskiego z Wrocławia w 2003 r. (ISBN 83-7384-072-9). Składa się z 36 rozdziałów. 

## Kontrowersje
Książka odbiła się głośnym echem w Polsce, gdyż przypadła na okres sprawy znęcania się nad nauczycielem w jednym z techników w Toruniu (do telewizji trafił amatorski film na którym uczniowie między innymi zakładali nauczycielowi na głowę kosz na śmieci). 
Część czytelników zarzuca Paliwodzie, że przerysował obraz szkoły i przejaskrawił postaci, aby się wybić dzięki szumowi medialnemu. Według Marty Mizuro, Janusz Paliwoda jako „autor jest w swoim turpizmie tak konsekwentny, że odnosi się wrażenie, iż się nim delektuje. Do tego stopnia, iż zapomina o czym właściwie pisze, a przede wszystkim – dla kogo”, a o zamieszczonych wewnątrz książki podziękowaniach że można z nich wywnioskować „m.in., iż szkolny, jazz, jaki opisuje, znany mu jest z autopsji”. W związku z książką Janusz Paliwoda został zwolniony w 2004 r., po jednym dniu pracy z gimnazjum w Wasilkowie. Według dyrektorki gimnazjum, Barbary Borkowskiej książka – „jest obsceniczna, strasznie wulgarna”, a o autorze mówi iż „nauczyciel nie powinien tak pisać”. Sam Janusz Paliwoda o swojej książce mówi iż – „rzeczywistość szkolna tam przedstawiona jest przerysowana. To szkolny horror, dobrze, że nieprawdziwy. Ale przecież ciągle mamy doniesienia o tym, co uczniowie wyrabiają w szkole, tamę przerwała sprawa toruńska. Napisałem tę książkę jako przestrogę i protest. Chciałem, żeby była bulwersująca i żeby wywołała dyskusję o szkole w Polsce, bo dzieje się w niej coraz gorzej”.

## Miejsce akcji
Akcja rozgrywa się mieście Wysoka Góra, o którym wiadomo tyle z książki iż w czasie wojny zostało doszczętnie zniszczone najpierw przez okupanta niemieckiego, a następnie sowieckiego. Większość mieszkańców stanowią przyjezdni z okolicznych wsi. W mieście znajduje się katedra i cerkiew.

## Główni bohaterowie
- Szymon Burzyński – nauczyciel j. polskiego w gimnazjum w Wysokiej Górze. Uczy tam od 4 lat (roz. 23).
- Mateusz Żubrewicz – uczeń gimnazjum w Wysokiej Górze, miejscowy chuligan i przywódca grupy klasowych zadymiarzy. Uznawany za „szkolną szarą eminencję”. Jego matka – Krystyna pracowała w urzędzie, a ojciec – Henryk Żubrewicz był kierownikiem na budowie. Mateusz od najmłodszych lat wpatrzony był w starszego brata – Roberta, który zajmował się złodziejstwem i włamaniami, w których pomagał mu także niekiedy Mateusz. Krystyna Żubrewicz straciła pracę po tym jak Robert włamał się do domu dyrektora wydziału, w którym pracowała. Po rewizji w domu Żubrewiczów, Robert trafił do więzienia, a pani Krystyna straciła pracę unikając więzienia tylko dzięki znajomościom. Po utracie pracy matka Mateusza cierpiała na depresję, a potem popadła w alkoholizm. Henryk Żubrewicz po roku bezskutecznych prób ratowania rodziny sam zaczął pić. Mieszkanie Mateusza to zwykła melina, jego rodzice mało się nim interesują i są zawsze pijani.

### Pozostali bohaterowie i inne postaci pojawiające się w książce
- Uczniowie:
  - Klaudia – uczennica klasy III c gimnazjum w Wysokiej Górze, dziewczyna Mateusza, byli ze sobą już wcześniej, ale zerwała z nim po tym jak Mateusz naznosił jej kradzionych ciuchów i kosmetyków.
  - Konrad Cieplak ps. „Snajper” – kolega Mateusza, „ich życiorysy tworzyły linie równoległe. powtarzali te same klasy, wymieniali się dziewczynami płacili te same kolegia. Razem napadali i kradli. Różnili się jedynie temperamentem”. To właśnie Cieplak wielokrotnie ratuje skórę przyjacielowi, wyciąga go z policyjnych obław, a nawet wyrywa z jego ręki nóż w czasie bijatyki z bandą z wrogiego osiedla. Należy do paczki Żubrewicza.
  - Adrian Maczek ps. „Gary” – kolega Mateusza, ma bogatych rodziców i kiedyś pożyczał Mateuszowi pieniądze. „Adrian zbierał laski niczym karty telefoniczne. Zawsze musiał mieć świeże. Szybko mu się nudziły. Zużywał i wymieniał na nowe. Omacał, przerżną i zostawiał”. Mateusz niespecjalnie za nim przepada, w książce proponuje on Mateuszowi pieniądze w zamian za odstąpienie Klaudii.
  - Krzysztof Stachowicz ps. „Żyleta” – kolega Mateusza. Większość imprez szkolnej chuliganerii kończy się albo zaczyna w jego mieszkaniu. Mieszka prawdopodobnie sam, albo z babcią. Obciążony jest tragedią rodzinną. Podczas jego pobytu na Mazurach, matka zamordowała ojca za dobieranie do przyjaciółki. Do tragedii doszło w mieszkaniu, matka Stachowicza kilkakrotnie pchnęła męża nożem (odcięła mu między innymi penisa), a następnie poćwiartowała, uciekła, a ślad po niej zaginął. Stachowicz nie rozumie zachowania matki i nienawidzi jej za zabicie ojca. Należy do paczki Żubrewicza.
  - Maciek Wierch ps. „Zbok” – kolega Żubrewicza ze szkoły, znany jako szkolny zboczeniec, ma bogatą kolekcję „pornoli”, plecak ma zawsze pełny „świerszczyków”, lubi obmacywać przypadkowe dziewczyny na korytarzu i masturbować się na lekcjach. Pałęta się za paczką Żubrewicza, ale nie jest raczej lubiany. Za kocenie pierwszaków, trzecioklasiści każą mu zapłacić 300 zł albo ogolą mu głowę i narysują na niej swastykę.
  - Tomasz Zielnik ps. „Mach” – szkolny diler, kolega Mateusza. Zawsze ma przy sobie zioło, które rozdaje w zamian za piwo i ochronę, nikt nigdy nie pyta skąd je bierze. Rozdawanie narkotyków uważa za swoją misję, sądzi że w ten sposób pomaga innym i wyzwala ich od problemów. Sam ćpa marihuanę, amfetaminę, ekstazy, a także środki dożylne. To że jest wiecznie przymulony tłumaczy nauczycielom brakiem snu i zmęczeniem, a napady śmiechu przypadłością z dzieciństwa. Jego ojciec pracuje na poczcie i zdradza matkę za co ta ma pretensje do Tomka, który często zmuszony jest nocować u kolegów. Jest raczej małomówny. Gdyby nie był dilerem nic nie znaczyłby w społeczności szkolnej. Należy do paczki Żubrewicza.
  - „Brzytwa” – prawa ręka Lufy, to on dał Żubrewiczowi skuna.
  - Darecki – chłopak z klasy Żubrewicza, klasowy kujon.
  - „Kukła” – chłopak z klasy Żubrewicza, klasowy kujon.
  - „Lufa” – przywódca wrogiej Żubrewiczowi bandy z tego samego gimnazjum.
  - „Makar” – uczeń klasy II B, o którym rozmawiają koledzy z klasy Żubrewicza, ukradł z biurka nauczyciela fizyki dziennik
  - Tomala – chłopak z klasy Żubrewicza, szkolna ofiara
- Nauczyciele:
  - Halina Drutuk – nauczycielka matematyki, wychowawczyni Mateusza. Jest kobietą bardzo otyłą. Martwi ją sytuacja Mateusza i stara się mu na swój sposób pomóc wstawiając w jego imieniu u Burzyńskiego.
  - Cecylia Falkowska – nauczycielka chemii.
  - Stefan Maciasty – nauczyciel fizyki.
  - Irena Sługus – dyrektor szkoły.
  - Katarzyna Sługus – nauczycielka j. niemieckiego, daleka krewna dyrektorki. Jest świeżo po studiach i w szkole pracuje dopiero drugi rok. Burzyński przyłapuje ją na stosunku seksualnym z nauczycielem historii. „Nie jest ani ładna, ani brzydka. Wyróżnia się biustem”.
  - Krzysztof Witecki – nauczyciel historii, ma młodą żonę. Burzyński przyłapuje ją na stosunku seksualnym z Katarzyną Sługus.
  - Pani Zofia – starsza kobieta, nauczycielka geografii lubiąca prawić morały młodszym kolegom.
  - Beata – nauczycielka j. angielskiego.
  - Celina – nauczycielka biologii.
  - Iwona – nauczycielka geografii.
  - Mietek – najstarszy z nauczycieli wychowania fizycznego.
  - Sławoj – nauczyciel informatyki.
  - Weronika – nauczycielka j. angielskiego